# Piptanthus nepalensis
Piptanthus nepalensis är en ärtväxtart som först beskrevs av William Jackson Hooker, och fick sitt nu gällande namn av David Don. Piptanthus nepalensis ingår i släktet Piptanthus och familjen ärtväxter. Inga underarter finns listade i Catalogue of Life.

## Bildgalleri

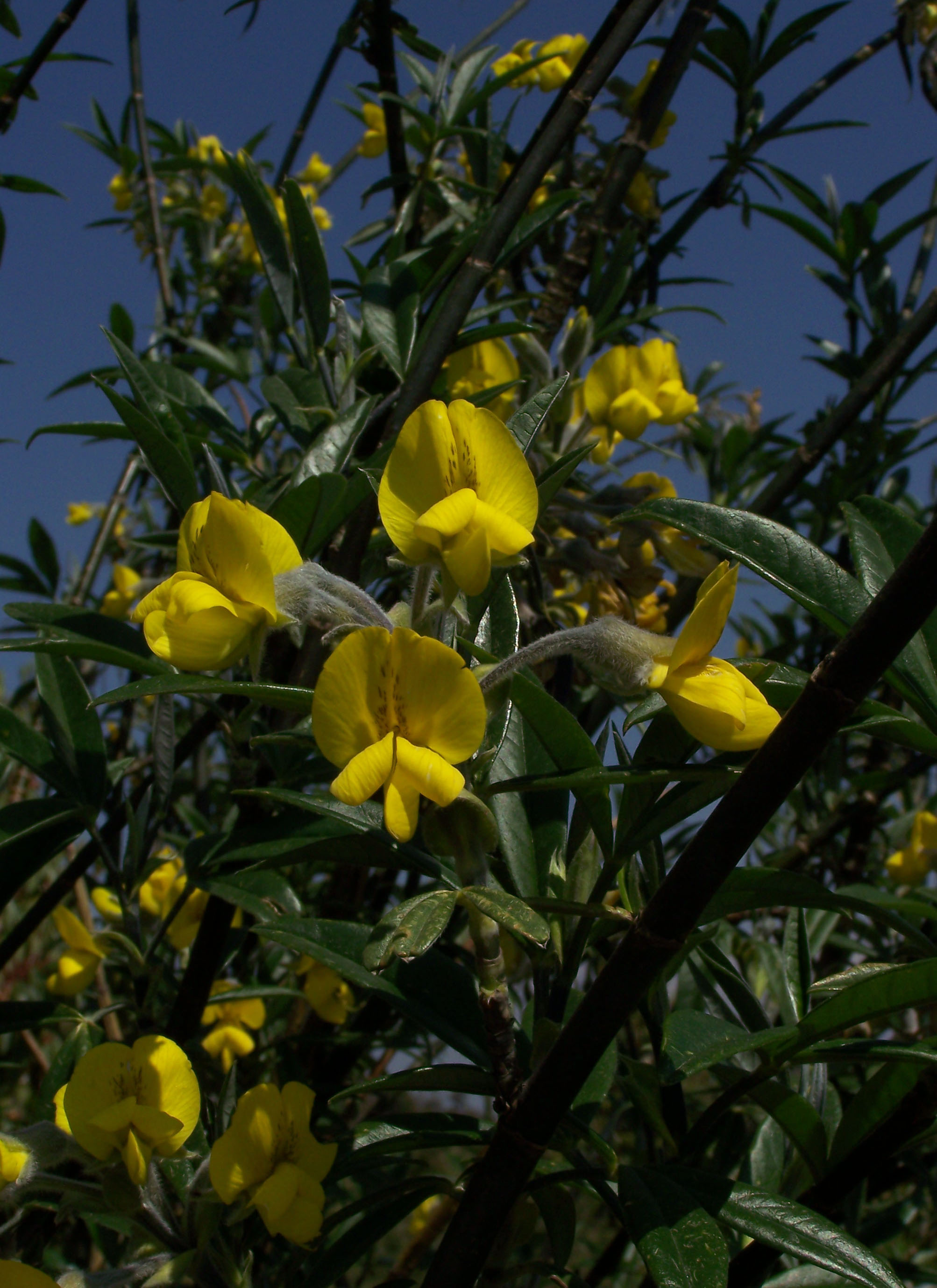